# 荻川駅

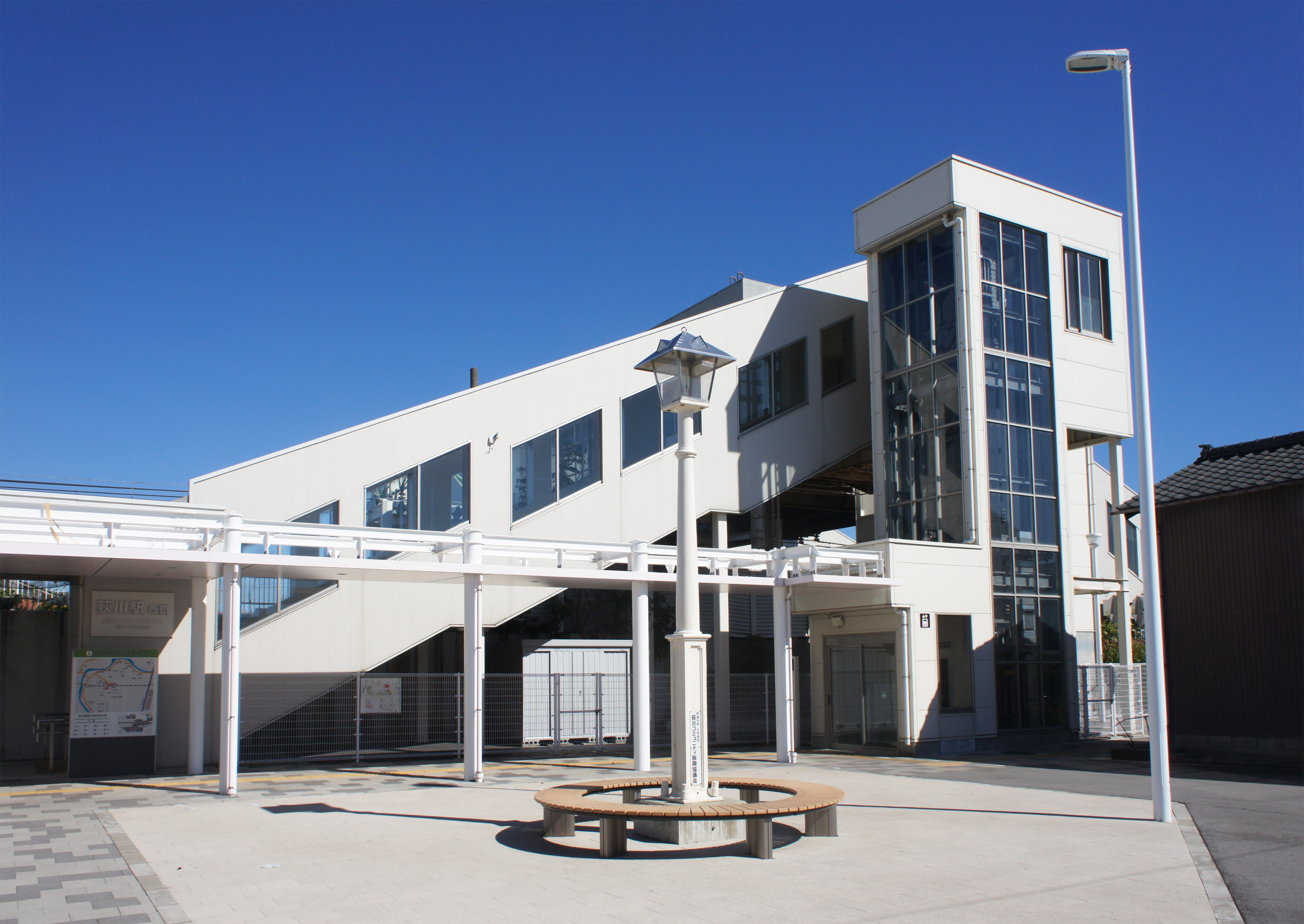
西口（2021年9月）

荻川駅（おぎかわえき）は、新潟県新潟市秋葉区中野にある、東日本旅客鉄道（JR東日本）信越本線の駅である。

## 歴史
- 1917年（大正6年）9月4日：鉄道院（国有鉄道）の荻川信号場として開設。
- 1926年（大正15年）11月20日：駅に昇格し、荻川駅開業[1]。
- 1970年（昭和45年）10月1日：日本交通観光社が駅業務を行う業務委託駅となる[2]。
- 1986年（昭和61年）
  - 3月19日：駅舎改築に伴い仮駅舎での営業開始[3]。
  - 12月1日：現在の橋上駅舎に改築[1]。
- 1987年（昭和62年）4月1日：国鉄分割民営化に伴い、東日本旅客鉄道（JR東日本）の駅となる。
- 1991年（平成3年）10月1日：みどりの窓口を開設[4]。
- 2004年（平成16年）12月16日：自動改札機の供用を開始[5]。
- 2006年（平成18年）1月21日：ICカード「Suica」の利用が可能となる[6]。
- 2022年（令和4年）9月30日：みどりの窓口の営業を終了[7]。

### 駅舎の改修
1986年（昭和61年）12月1日に、国鉄の新潟鉄道管理局（現：JR東日本新潟支社）管内に所在する駅としては初の橋上駅舎として運用が開始された現在の駅舎は、改築以降は大規模な改修が行われず、駅構内および自由通路にはエレベーターなどバリアフリーに対応する設備が不足していたことから、市民からはエレベーターの設置を求める意見が寄せられていた。
これらを受け、新潟市とJR東日本新潟支社では駅設備のバリアフリー化を進める一環として、当駅についても2014年（平成26年）春からエレベーターの設置と、これまで設けられていなかった西口駅前広場の整備に着手した。まず、同年10月4日から2番線と西口側のエレベーター計2基の運用が開始され、西口側の階段は広場整備に伴い閉鎖された。その後、2015年（平成27年）2月21日から1番線と東口側のエレベーター計2基の運用が開始され、改築された西口側の階段は3月1日から供用が再開された。

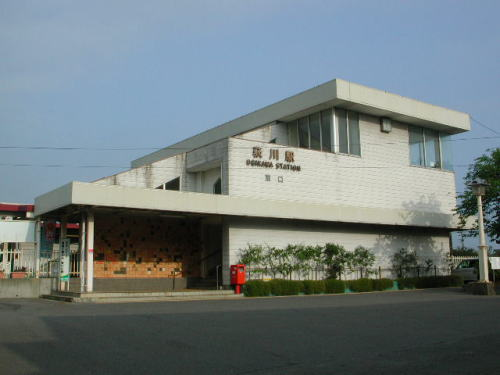
エレベーター整備前の東口（2004年7月）
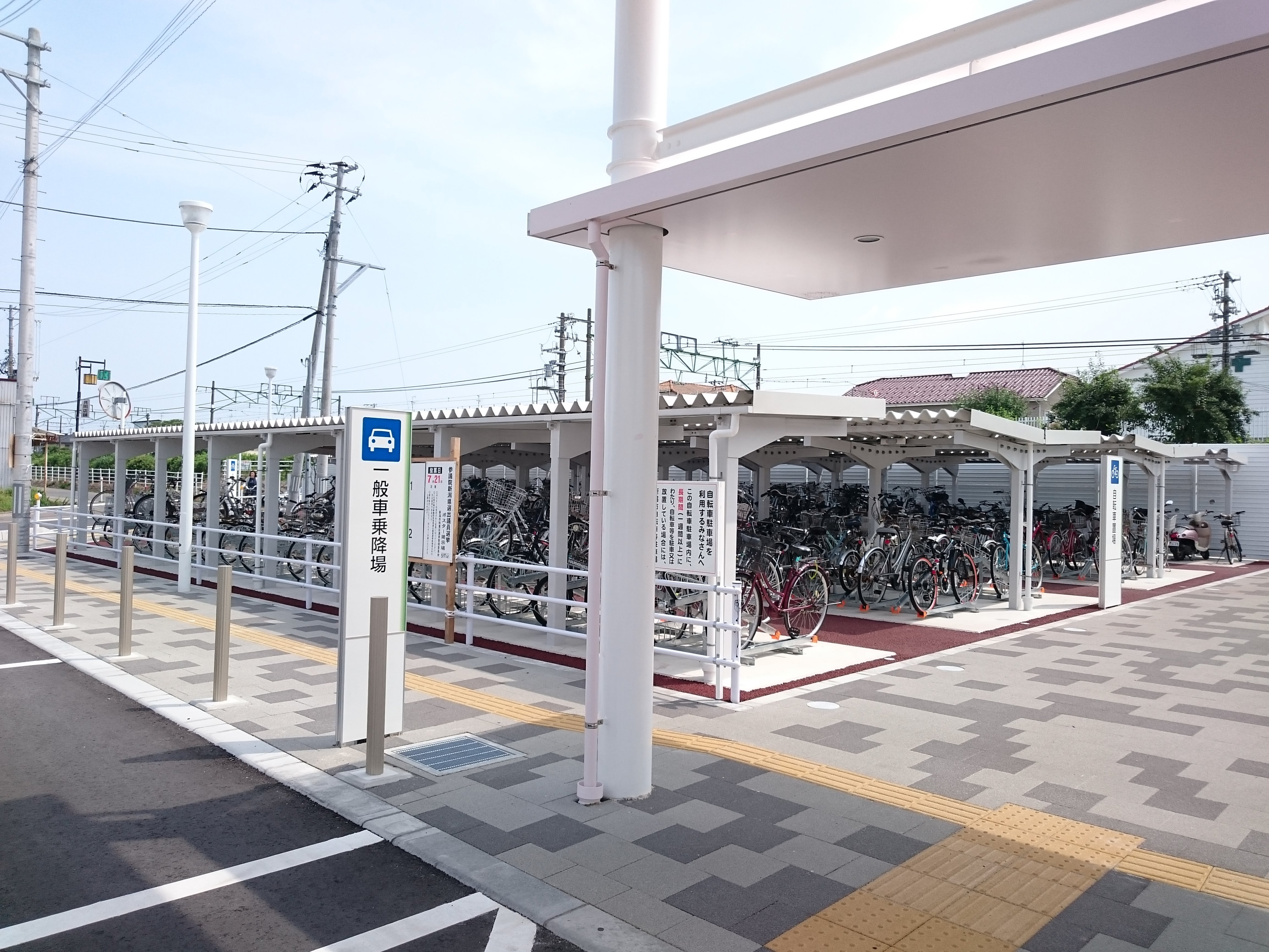
改修に伴い設置された駐輪場（2019年7月）

## 駅構造
相対式ホーム2面2線を持つ地上駅で、橋上駅舎を有する。
JR東日本新潟シティクリエイト（JENIC）が受託する業務委託駅で、新津駅が管理する。2階コンコースには、有人改札口、自動券売機（多機能券売機併設）、自動改札機が設置されている。
このほか、ホームには花壇が設けられており、環境づくりの取り組みは「第1回新潟県美しい町づくりコンクール」に入選している。

### のりば
| 番線 | 路線      | 方向 | 行先           |
| ---- | --------- | ---- | -------------- |
| 1    | ■信越本線 | 上り | 新津・長岡方面 |
| 2    | ■信越本線 | 下り | 新潟方面       |

付記事項
- バリアフリー対策として、改札内コンコースと両ホームを連絡するエレベーターが設置されている。
- 自由通路（荻川駅東西自由通路）は新潟市秋葉区の建設課が管理しており、駅舎は自由通路に面する2階に設けられている。元々の出入口は現在の東口側だけであったが、前掲のとおり1986年（昭和61年）12月1日に現駅舎の運用が開始された。バリアフリー対策として、東口側・西口側にエレベーターが設置されている。

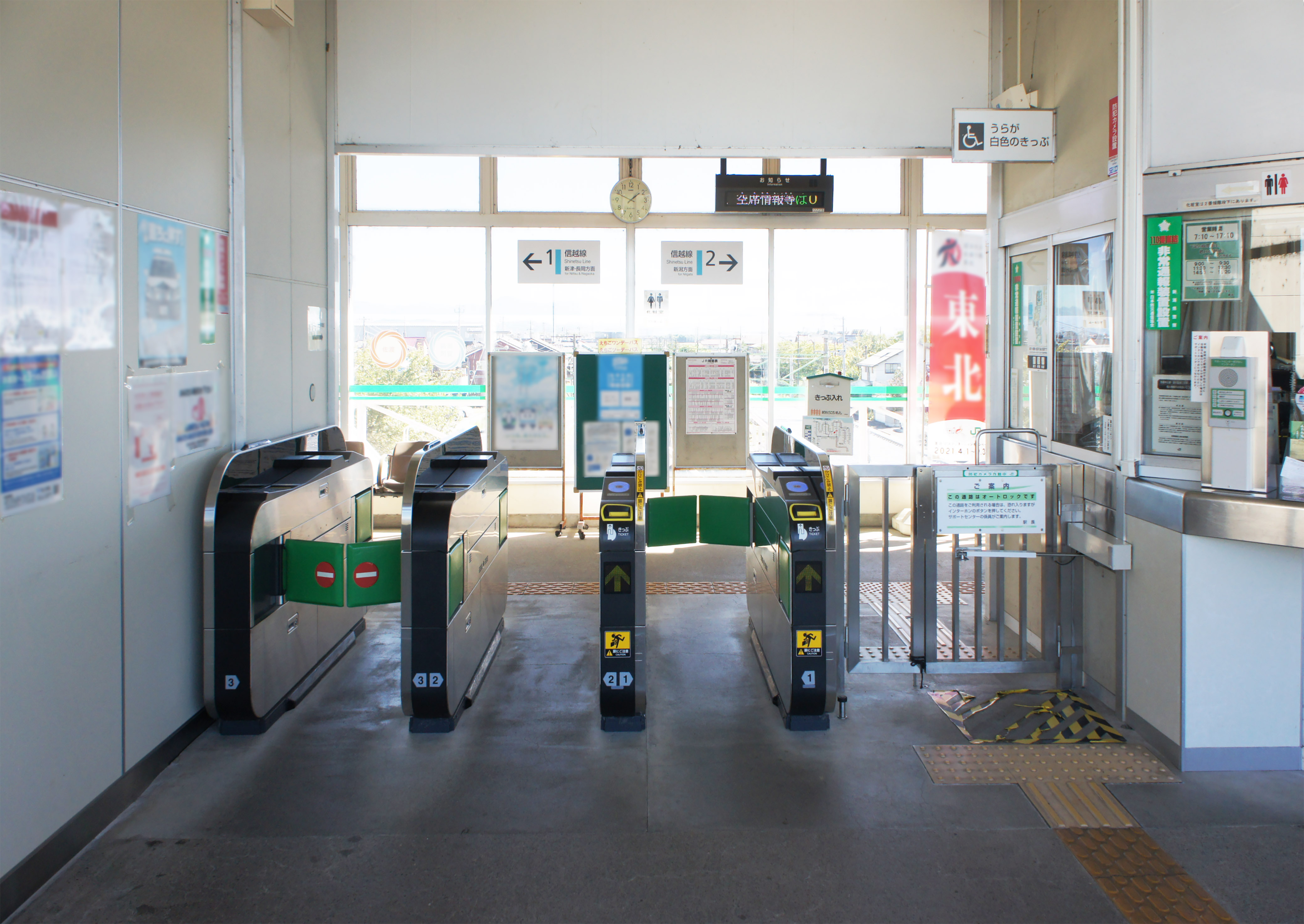
改札口（2021年9月）
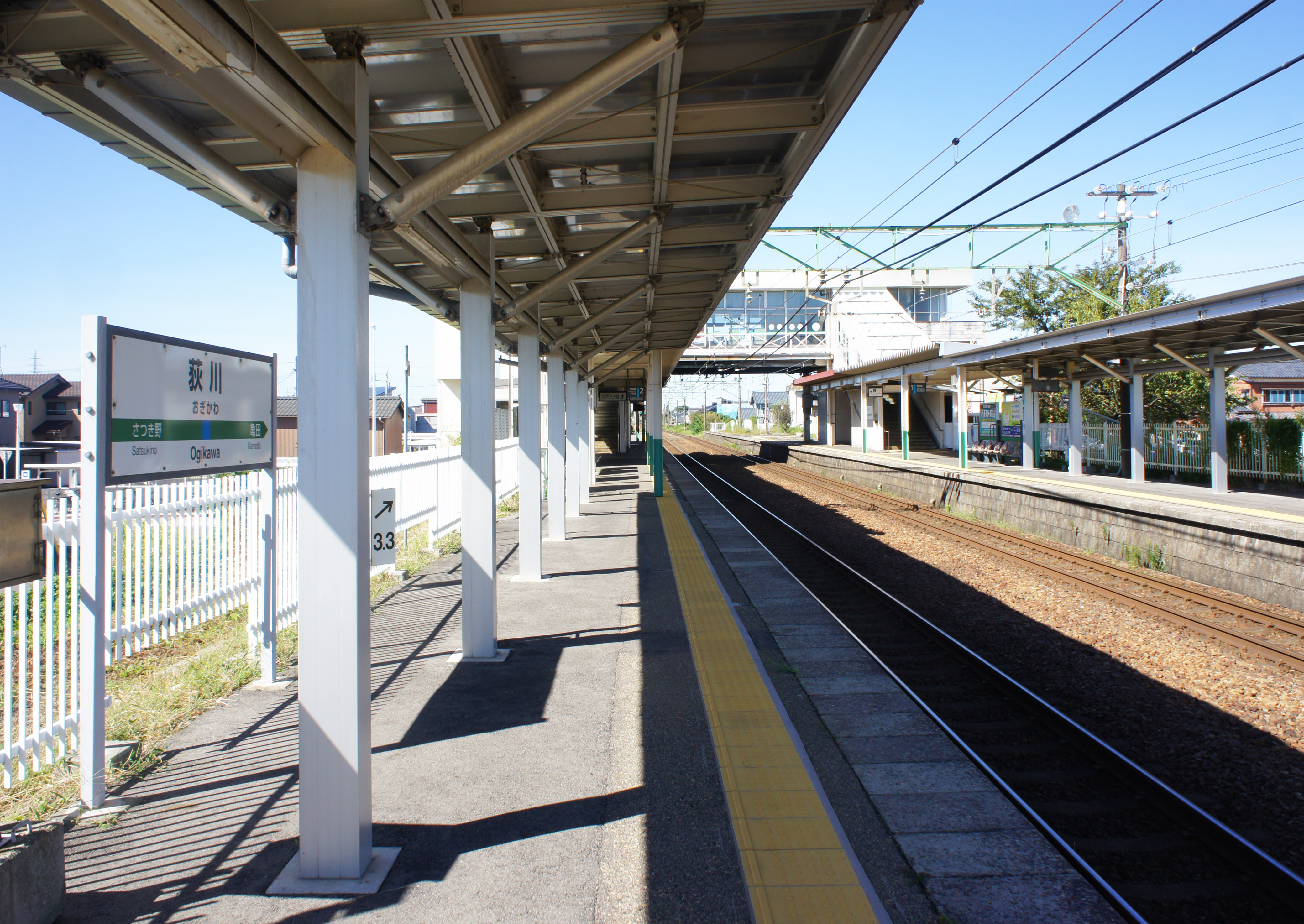
ホーム（2021年9月）

## 利用状況
JR東日本によると、2023年度（令和5年度）の1日平均乗車人員は1,842人である。
2000年度（平成12年度）以降の推移は以下のとおりである。
| 1日平均乗車人員推移 | 1日平均乗車人員推移 | 1日平均乗車人員推移 | 1日平均乗車人員推移 | 1日平均乗車人員推移 |
| 年度                | 定期外              | 定期                | 合計                | 出典                |
| ------------------- | ------------------- | ------------------- | ------------------- | ------------------- |
| 2000年（平成12年）  |                     |                     | 2,040               | [ 利用客数 2 ]      |
| 2001年（平成13年）  |                     |                     | 1,994               | [ 利用客数 3 ]      |
| 2002年（平成14年）  |                     |                     | 1,917               | [ 利用客数 4 ]      |
| 2003年（平成15年）  |                     |                     | 1,891               | [ 利用客数 5 ]      |
| 2004年（平成16年）  |                     |                     | 1,913               | [ 利用客数 6 ]      |
| 2005年（平成17年）  |                     |                     | 1,920               | [ 利用客数 7 ]      |
| 2006年（平成18年）  |                     |                     | 1,915               | [ 利用客数 8 ]      |
| 2007年（平成19年）  |                     |                     | 1,955               | [ 利用客数 9 ]      |
| 2008年（平成20年）  |                     |                     | 1,965               | [ 利用客数 10 ]     |
| 2009年（平成21年）  |                     |                     | 1,937               | [ 利用客数 11 ]     |
| 2010年（平成22年）  |                     |                     | 1,907               | [ 利用客数 12 ]     |
| 2011年（平成23年）  |                     |                     | 1,859               | [ 利用客数 13 ]     |
| 2012年（平成24年）  | 452                 | 1,422               | 1,875               | [ 利用客数 14 ]     |
| 2013年（平成25年）  | 462                 | 1,461               | 1,924               | [ 利用客数 15 ]     |
| 2014年（平成26年）  | 456                 | 1,377               | 1,833               | [ 利用客数 16 ]     |
| 2015年（平成27年）  | 472                 | 1,420               | 1,892               | [ 利用客数 17 ]     |
| 2016年（平成28年）  | 473                 | 1,433               | 1,907               | [ 利用客数 18 ]     |
| 2017年（平成29年）  | 470                 | 1,441               | 1,912               | [ 利用客数 19 ]     |
| 2018年（平成30年）  | 470                 | 1,451               | 1,922               | [ 利用客数 20 ]     |
| 2019年（令和元年）  | 457                 | 1,486               | 1,943               | [ 利用客数 21 ]     |
| 2020年（令和02年）  | 297                 | 1,364               | 1,661               | [ 利用客数 22 ]     |
| 2021年（令和03年）  | 307                 | 1,400               | 1,707               | [ 利用客数 23 ]     |
| 2022年（令和04年）  | 352                 | 1,407               | 1,759               | [ 利用客数 24 ]     |
| 2023年（令和05年）  | 398                 | 1,444               | 1,842               | [ 利用客数 1 ]      |

## 駅周辺

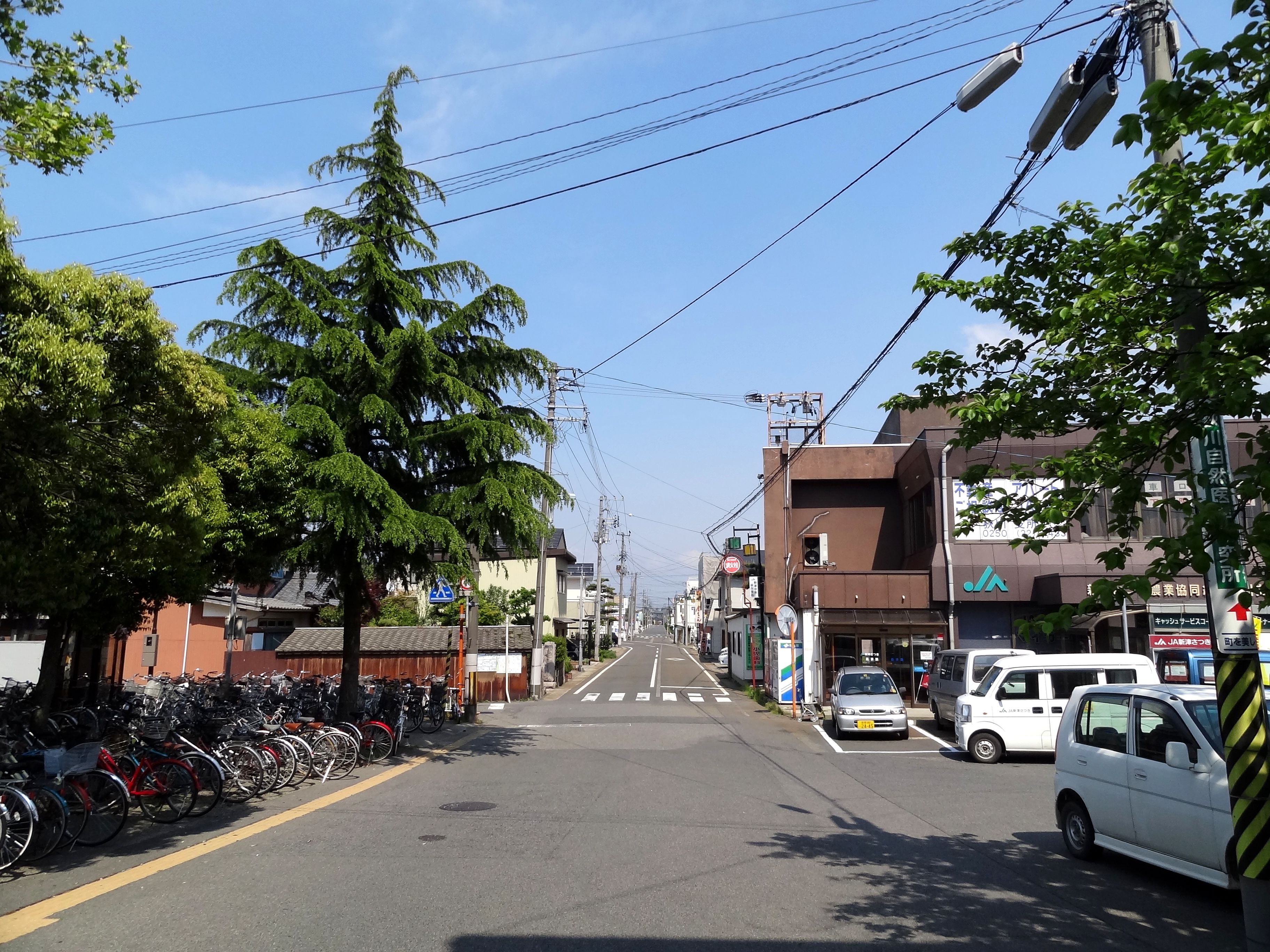
東口駅前（2011年5月）

周辺は主に住宅地となっており、東口側には商店などの店舗の集積も見られる。

### 東口
- 新潟県道102号荻川停車場線
- JA新津さつき 荻川支店
- 第四北越銀行 荻川支店[注 1]
- 荻川郵便局

### 西口
- ウオエイ荻川店
- 荻川地区コミュニティーセンター
- 新潟市立荻川小学校

## バス路線
2019年（令和元年）6月現在では、東口側から、横越地区で運行している住民バス「横バス」が発着する。バス停は東口から徒歩2分、第四北越銀行向かいに設置されている。平日のみの運行であり、土休日と年末年始は全便運休となる。
- ■南ルート：横越出張所行き

## 隣の駅
東日本旅客鉄道（JR東日本）
■信越本線
■快速
通過
■普通
さつき野駅 - 荻川駅 - 亀田駅

### 記事本文